# 喀麥隆羽毛球國際賽
喀麥隆羽毛球國際賽（Cameroon International），是在喀麥隆舉辦的羽毛球國際賽，2017年起在首都雅溫得的雅溫得多功能體育館舉辦。

## 歷史
喀麥隆在2017年舉辦第一屆喀麥隆國際賽，每年於該國首都雅溫得的雅溫得多功能體育館舉辦，最初為世界羽毛球聯合會（BWF）所制定的賽事中級別最低的未來系列賽（Future Series）。在第一年賽事中，喀麥隆代表獲得二金三銀六銅，總計11面獎牌，為該屆賽事成績最佳者；成績排名第二的埃及僅得一金一銀一銅。2018年，第二屆的喀麥隆國際賽升級為國際系列賽（International Series），由於賽事級別提升使競爭更加激烈，喀麥隆選手在該年最佳成績為女子雙打銀牌，2019年最佳成績同樣為女子雙打銀牌。

## 歷年優勝者
| 2017 | 巴哈迪恩·艾哈邁德·阿沙尼克 | Hana Hesham Mohamed        | 巴哈迪恩·艾哈邁德·阿沙尼克 穆罕默德·納塞爾·曼蘇爾·納耶夫 | Laeticia Guefack Ghomsi Louise Lisane Mbas | Antoine Eddy Owona Ndimako Louise Lisane Mbas |                            |                            |                            |                            |
| 2018 | 路易斯·拉蒙·加里多         | 哈迪亞·胡斯尼              | 馬蒂亞斯·佩德森 喬納森·佩爾松                            | 哈迪亞·胡斯尼 多哈·哈尼                    | 阿德姆·哈特姆·埃爾格姆 多哈·哈尼              |                            |                            |                            |                            |
| 2019 | 艾德·雷斯基·雷查約         | 蘇拉婭·阿格海伊哈吉亞加    | 戈德溫·奧洛夫亞 阿努奧盧瓦波·朱翁·奧佩約里               | 哈迪亞·胡斯尼 多哈·哈尼                    | 阿德姆·哈特姆·埃爾格姆 多哈·哈尼              |                            |                            |                            |                            |
| 2020 | 因2019年冠狀病毒病疫情取消 | 因2019年冠狀病毒病疫情取消 | 因2019年冠狀病毒病疫情取消                               | 因2019年冠狀病毒病疫情取消                 | 因2019年冠狀病毒病疫情取消                    | 因2019年冠狀病毒病疫情取消 | 因2019年冠狀病毒病疫情取消 | 因2019年冠狀病毒病疫情取消 | 因2019年冠狀病毒病疫情取消 |
| 2021 | 因2019年冠狀病毒病疫情取消 | 因2019年冠狀病毒病疫情取消 | 因2019年冠狀病毒病疫情取消                               | 因2019年冠狀病毒病疫情取消                 | 因2019年冠狀病毒病疫情取消                    | 因2019年冠狀病毒病疫情取消 | 因2019年冠狀病毒病疫情取消 | 因2019年冠狀病毒病疫情取消 | 因2019年冠狀病毒病疫情取消 |
| 2022 | 薩蒂什·庫馬爾·卡魯納卡蘭   | Kasturi Radhakrishnan      | 克里斯蒂安·贝尔纳多 阿爾文·莫拉達                        | 斯麗維迪亞·古拉扎達 普爾維莎·拉姆          | 阿爾文·莫拉達 阿莉莎·亞斯貝爾·利奧納多        |                            |                            |                            |                            |
| 2023 | Markus Barth               | Keisha Fatimah Az Zahra    | P.S Ravikrishna Sankar Prasad Udayakumar                 | 鲁塔帕纳·潘达 斯维塔帕纳·潘达              | 科塞拉·马迈里 塔妮娜·馬邁里                   |                            |                            |                            |                            |

## 歷屆賽事級別和總獎金
| 年份 | 公開賽級別 | 總獎金     |
| ---- | ---------- | ---------- |
| 2017 | 未來系列賽 | 3,000美元  |
| 2018 | 國際系列賽 | 10,000美元 |
| 2019 | 國際系列賽 | 10,000美元 |
| 2022 | 國際系列賽 | 10,000美元 |
| 2023 | 國際系列賽 | 10,000美元 |

| 2007-2017年 | 首要超級賽 | 超級賽 | 黃金大獎賽 | 大獎賽 | 國際挑戰賽 | 國際系列賽 | 未來系列賽 | 其他 |

| 2018-2026年 | 總決賽 | 超級1000賽 | 超級750賽 | 超級500賽 | 超級300賽 | 超級100賽 | 國際挑戰賽 | 國際系列賽 | 未來系列賽 | 其他 |